# Stănești, Bacău
Stănești este un sat în comuna Măgirești din județul Bacău, Moldova, România.